# Эрнестинская линия Веттинов

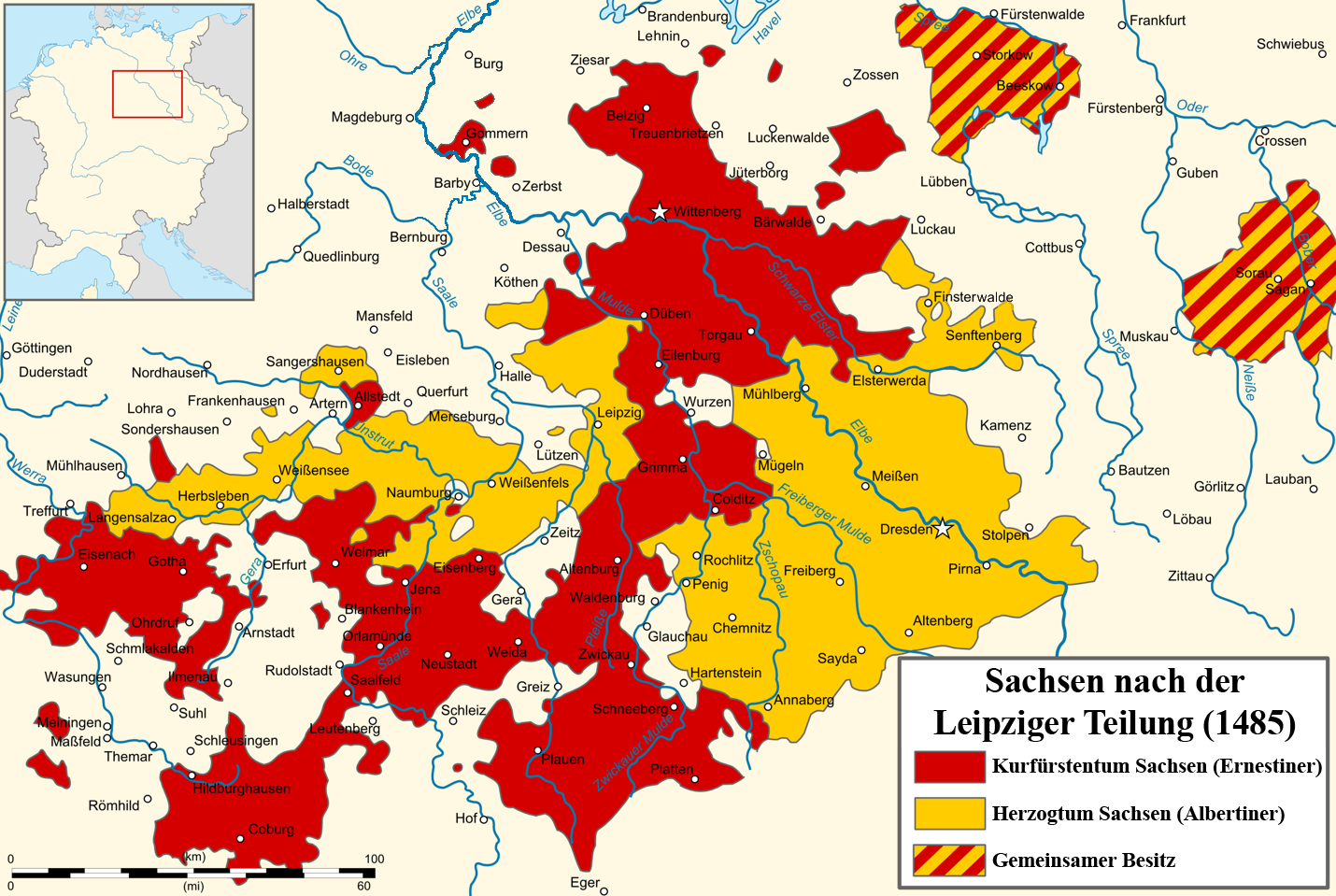
Карта веттинских владений после Лейпцигского раздела

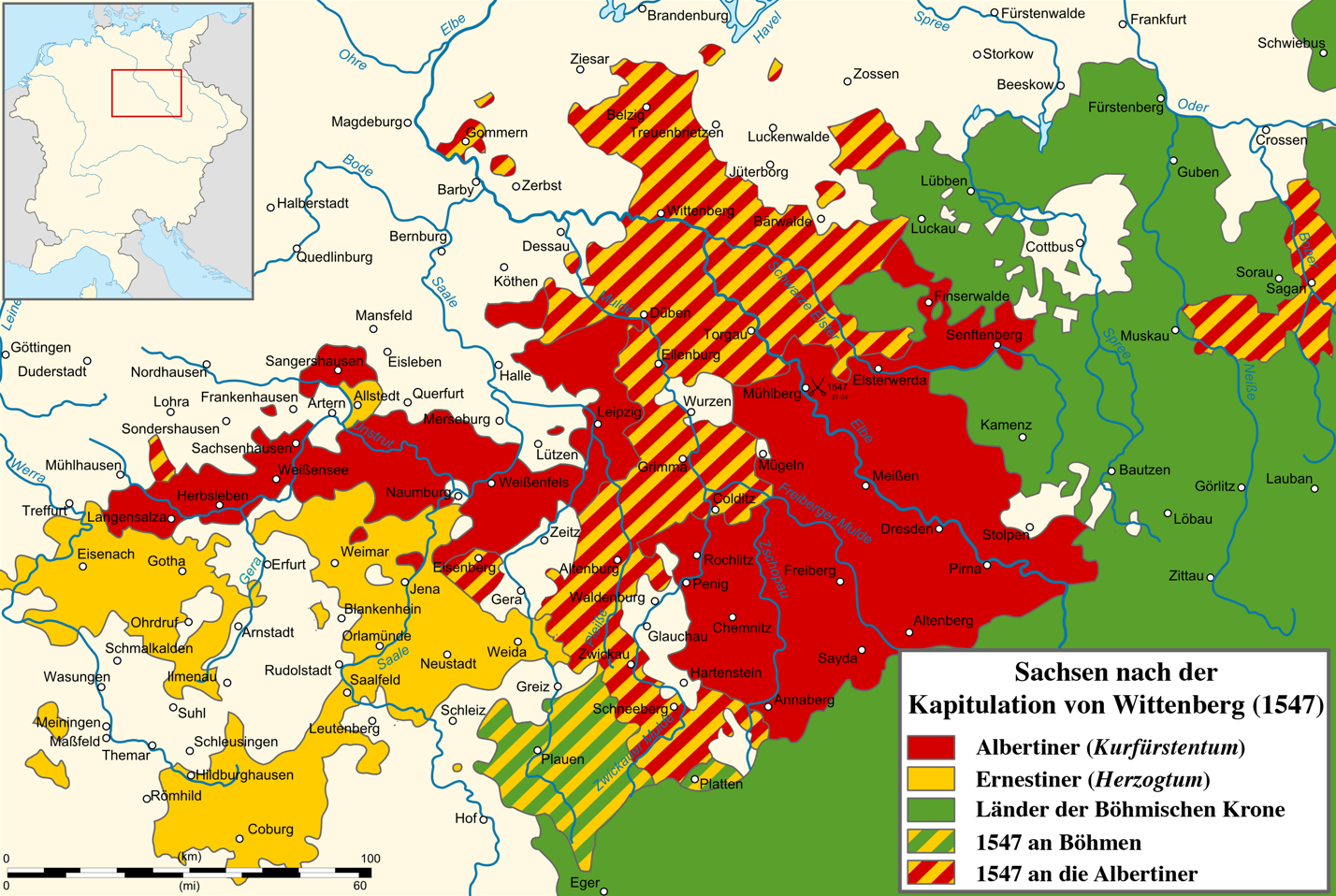
Передел Саксонии после Виттенбергской капитуляции 1547 г. (красно-желтое — к Альбертинам, желто-зелёное — к Чехии)

Эрнестинская линия — одна из двух основных линий владетельного саксонского дома Веттинов, потомки курфюрста Саксонии Эрнста (1464—1486). Вторая линия этого дома, альбертинская, близка к угасанию. В XVII—XVIII веках эрнестинцы правили мелкими княжествами Саксонии и Тюрингии.
В продолжение XX века Саксен-Кобург-Готская династия эрнестинских Веттинов правила в Бельгии и Великобритании.

## Возникновение
Эрнст и Альбрехт III Саксонские, сыновья курфюрста Фридриха II (1412-64), долгое время совместно правили отцовским наследством, при этом Эрнст, как старший, носил звание курфюрста. В 1485 году братья поделили владения между собой, основав две ветви династии Веттинов — Эрнестинскую и Альбертинскую линии. Альбрехт и его потомки получили собственную территорию с центром в Дрездене, которой они правили с тех пор как саксонские герцоги.
В то время как эрнестинский курфюрст Фридрих III поддержал реформацию, альбертинский герцог Георг Бородатый выступил против неё. Только его брат Генрих V (1538-41), который наследовал Георгу как герцог, ввёл реформацию в альбертинской Саксонии.

## Потеря курфюршества
Несмотря на то, что он был протестантом, альбертинец Мориц Саксонский в 1546 году встал на сторону императора Карла V против протестантских князей Шмалькальденского союза, возглавляемых его двоюродным братом курфюрстом Иоганном-Фридрихом Великодушным.
После поражения протестантов в Шмалькальденской войне в 1547 году Мориц в награду за оказанные услуги получил от императора титул курфюрста и большую часть владений Эрнестинской линии. С тех пор Альбертинская линия стала главной в династии Веттинов.
В XVI веке Эрнестенская ветвь начала дробиться на разные линии. С потерей курфюршества и постоянными делениями наследства (и связанным с этим дроблением владений) эрнестинская линия с середины XVII века навсегда потеряла своё значение в Священной Римской империи.
К началу XIX века большинство линий Эрнестинской ветви угасли. В 1826 году остались представители только ветвей, владевших герцогствами Саксен-Альтенбург, Саксен-Кобург-Гота, Саксен-Мейнинген и Саксен-Веймар-Эйзенах, просуществовавших до 1918 года.

## Саксен-Кобург-Гота
Более поздняя побочная ветвь Эрнестинской линии правила герцогством Саксен-Кобург-Гота. Благодаря удачно заключённым бракам в XIX веке приобрела международное значение. Члены этой линии вступили на престолы нескольких европейских стран. Сегодня члены эрнестинской линии правят в Бельгии. Кроме того, к династии принадлежало несколько королей и королев Великобритании (1901—2022 годы, с 1917 года династия называлась Виндзорской), Португалии (1837—1910 годы, под названием Браганса-Саксен-Кобург-Гота), а также правители Третьего Болгарского царства (1887—1946, до 1908 года носили титул князей Болгарии).